# Der Golem und die Tänzerin
Der Golem und die Tänzerin ist eine deutsche Stummfilmparodie aus dem Jahre 1917 von und mit Paul Wegener.

## Handlung
Mit diesem Film greift Regisseur und Hauptdarsteller Paul Wegener auf parodistische Weise auf den Golem-Filmstoff zurück, in dem er zwei Jahre zuvor den titelgebenden Lehmkoloss verkörpert hatte.
Zum Inhalt: Die junge Tänzerin Jela Olschevska hat viel vom berühmten Kunstfilm Der Golem gehört und beschließt daher, ihn im nächsten Lichtspieltheater anzuschauen. Wie der Zufall es will, ist auch der damalige Golem-Darsteller Paul Wegener zugegen, der die Reaktion des Publikums erfahren will. Als Wegener die Tänzerin erblickt, ist er sofort von ihr entflammt und sucht fortan die Nähe der Schönen.
Wegener setzt alles daran, Jelas Herz zu gewinnen, doch die begehrte Dame zeigt sich zunächst außerordentlich spröde und lässt ihn bei all seinen Bemühungen abblitzen. Jedoch ist sie fasziniert von der Vorstellung, die auf der Leinwand bewunderte Lehmfigur käuflich zu erwerben und fragt diesbezüglich den Filmdirektor. Als Wegener davon erfährt, ist dies der Grund, erneut in die Rolle des Golem zu schlüpfen. Die Produktionsfirma will bereits die von Jela gewünschte Golem-Figur eintüten, da funkt Wegener dazwischen.
Für ihn ist dies die ideale Gelegenheit, endlich seiner Angebeteten nahe zu sein. Gut verpackt lässt er sich als Golem-Figur in die Wohnung der jungen Dame versenden. Dort angekommen wird er von der Holden als Blickfang in ihrem Salon aufgestellt. Nunmehr beginnen eine Reihe von amüsanten Verwicklungen, die der als Golem Verkleidete in seiner furchteinflößenden Maskerade anrichtet.

## Produktionsnotizen
Der in den Anfangsmonaten 1917 entstandene Film passierte die Zensur im April desselben Jahres und erlebte Mitte 1917 seine Uraufführung. Von Wegener als leichthändiger Filmspaß konzipiert, hat er mit den beiden Golem-Gruselfilmklassikern der Jahre 1915 und 1920 nichts zu tun.
Wegener drehte diesen Film als entspannende Fingerübung in der Entstehungszeit seiner Märchentrilogie (1916–1918). Sein ständiger Mitarbeiter jener Jahre, der Bühnenbildner Rochus Gliese, entwarf auch hier die Filmbauten, trat kurz vor die Kamera und assistierte obendrein Wegener bei dessen Regie. Der damals 16-jährige Reinhardt-Schüler Fritz Feld gab hier unter seinem Geburtsnamen Friedrich „Fritz“ Feilchenfeld sein Filmdebüt. Er spielte einen Hotelpagen und sollte später in Hollywood eine erfolgreiche Karriere als Nebendarsteller haben. Die Produktionsleiter waren Hanns Lippmann und Siegmund Jakob.
Die Aufnahmen entstanden im Union-Atelier in Berlin-Tempelhof. Der Film gilt heute als verschollen.

## Kritiken
Die Breslauer Zeitung schrieb: „Es gibt viel zu lachen in der reizenden, vieraktigen Capriccio.“
Die Hallesche Zeitung schrieb: „Der Film gibt Einblick in das Leben und Treiben im Aufnahmeatelier und gewinnt dadurch ganz besonders an Reiz. Das Ganze ist ein sehr gut gelungener Scherz […]“
Die Hamburger Nachrichten konstatieren: „Auch in diesem Film feiert das bedeutende Wegenersche Geschick, das die Möglichkeiten der Filmtechnik bis aufs äußerste erschöpft, einen wahren Triumph. Ob in Ernst und Grauen, ob in Scherz und Ulk – Paul Wegener bleibt sich immer treu.“
In der Hessischen Landeszeitung ist zu lesen: „Mit graziöser Heiterkeit flattern die scherzhaften Bilder und Einfälle vorüber. […] Ein köstlicher Abend steht den Besuchern bevor.“